# 山口昌紀
山口 昌紀（やまぐち まさのり、1936年（昭和11年）2月11日 - 2017年（平成29年）12月8日）は、日本の実業家。近畿日本鉄道（近鉄、現・近鉄グループホールディングス）の元代表取締役会長・社長（大阪電気軌道創立から14代目）。

## 来歴・人物
奈良県奈良市生まれ・在住。奈良学芸大学附属中学校・奈良女子大附属高校・京都大学法学部を卒業して1958年（昭和33年）に近鉄入社。1991年（平成3年）に取締役に就任（秘書室長）。以後、1993年（平成5年）に常務、1997年（平成9年）に専務、1999年（平成11年）に辻井昭雄社長就任とともに副社長（経営企画・流通部門担任）となった。
2003年（平成15年）6月の株主総会後の取締役会で、社長に就任した（辻井前社長は会長に就任）。
辻井社長時代に始まった、グループの再建を継承するとともに、赤字のレジャー部門を立て直すため、就任直後に近鉄あやめ池遊園地の閉園を決定した。また、大阪近鉄バファローズの経営再建が難しいと判断し、球団をオリックス・ブルーウェーブと合併することを2004年（平成16年）6月13日に発表したが、その合併の記者会見の席上において、山口は「公益事業に携わる身として、回収の見込みがない経営資源を野球に投入するのは会社の性格上、無理だと思う」と発言、プロ野球再編問題の主役となった。またライブドア社長の堀江貴文が近鉄球団買収を申し入れた際には、『スポーツニッポン』の記者による取材に対し、ライブドアへの球団売却を否定した上で、ライブドア側の申し入れについて「近畿日本鉄道は仁義を通し、信義を重んじる会社だ」「球界の大改革を今からやろうとしているんだ。それに逆行する勢力が仕掛けてきたものだろう。近畿日本鉄道をなめるなよ、という思いだ」と発言した。
だが、球団合併による再編は球団数の削減さらには1リーグ制へと進むことにつながるとして、多くのプロ野球ファンから反発を受けた。しかし、球団合併については、政財界の重鎮であるオリックス・宮内義彦オーナーの強い提案によるもので、辻井前社長時代に続いた赤字状態からの脱却、特にレジャー部門の黒字化という一定の成果を残している。
近鉄グループの整理縮小が一段落した2006年（平成18年）からは、今度は逆に、収益が見込まれる区域にある伊勢志摩地区などの強化に乗り出す。
2007年（平成19年）6月28日の株主総会後をもって、会長に就任。後任には専務で近鉄球団解散時の球団社長であった小林哲也が就いた。2015年（平成27年）の持株会社化に伴い、相談役となる。
近鉄関連では近畿日本ツーリストや近鉄百貨店の会長職、近鉄関連以外ではラジオ大阪の番組審議会委員、朝日放送取締役（2007年6月 - 2017年6月）、歴史街道推進協議会の会長、文楽協会理事長、関西経済連合会副会長、大阪商工会議所の常議員、日本会議大阪議長なども務めた。
また、1996年（平成8年）には鉄道業界のトップでは珍しく神職の資格を取得しており、大阪府神社総代会の副会長も務めた。
2017年12月8日死去。81歳没。
夫人は、声楽家（ソプラノ歌手）の山口佳恵子（1939年3月31日 - ）。

## 著書
- 「奈良に育まれ 電車にのって 青山をみる」（2015年1月、奈良日日新聞社発行・廣済堂出版発売 ISBN 978-4-331-51834-2 ）